# Arkys vicarius
Arkys vicarius är en spindelart som först beskrevs av Balogh 1978.  Arkys vicarius ingår i släktet Arkys och familjen hjulspindlar.
Artens utbredningsområde är Nya Kaledonien. Inga underarter finns listade i Catalogue of Life.